# Уишань
Уиша́нь (кит. упр. 武夷山, пиньинь Wǔyíshān) — городской уезд городского округа Наньпин провинции Фуцзянь (КНР).

## История
Во времена империи Сун в 994 году был создан уезд Чунъань (崇安县).
После образования КНР в 1949 году был создан Специальный район Цзяньоу (建瓯专区), и уезд вошёл в его состав. В сентябре 1950 года Специальный район Цзяньоу был переименован в Специальный район Цзяньян (建阳专区). В 1956 году Специальный район Цзяньян был присоединён к Специальному району Наньпин (南平专区).
В 1971 году Специальный район Наньпин был переименован в Округ Цзяньян (建阳地区).
Постановлением Госсовета КНР от 24 октября 1988 года власти округа были переведены из уезда Цзяньян в городской уезд Наньпин, и Округ Цзяньян был переименован в Округ Наньпин (南平地区).
21 августа 1989 года уезд Чунъань был расформирован, а вместо него был создан городской уезд Уишань, получивший название в честь находящихся на его территории гор Уишань.
Постановлением Госсовета КНР от сентября 1994 года округ Наньпин был преобразован в городской округ.

## Административное деление
Городской уезд делится на 3 уличных комитета, 3 посёлка и 4 волости.

## Экономика
Уишань является крупным центром чайной промышленности. В 2023 году объем производства чайной отрасли Уишаня составил 13,5 млрд юаней, в секторе было занято 120 тыс. человек, а общее число чайных предприятий превышало 20 тысяч.

## Транспорт
В январе 2021 года был запущен новый грузовой железнодорожный маршрут из Восточного Китая в Центральную Азию (Уишань — Алматы). По этому маршруту из провинции Фуцзянь в Европу экспортируются пластмассовые и бамбуковые изделия, предметы домашнего обихода, чай, электромеханические приборы. 

## Достопримечательности
- Историческая деревня Сямэй[4]